# Салангана маріанська
Саланга́на маріанська (Aerodramus bartschi) — вид серпокрильцеподібних птахів родини серпокрильцевих (Apodidae). Мешкає на Маріанських островах в західній частині Тихого океану, в Мікронезії. Вид названий на честь американського зоолога Пола Барча.

## Опис
Довжина птаха становить 11 см. Голова і верхня частина тіла темно-сірувато-коричневі. Горло і верхня частина тіла сріблясто-білі, решта нижньої частини тіла більш темна, сіра. Хвіст вирізаний. Відблиск в оперенні відсутній.
В польоті птахи видають пронизливий щебет. Також вони використовують низькі металеві клацаючі звуки для ехолокації в печерах.

## Поширення і екологія
Маріанські салангани мешкають на Гуамі, а також на островах Сайпан і Агігуан в групі Північних Маріанських островів. Раніше вони також мешкали на Роті і Тініані, однак вимерли. На початку 1960-х років вони були інтродуковані на остроів Оаху, що на Гаваях, хоча популяція там залишається невеликою. Маріанські салангани живуть в тропічних лісах і на луках, на висоті до 600 м над рівнем моря. Живляться комахами, яких ловлять в польоті, переважно перетинчастокрилими. Гніздяться в печерах, утворюють гніздові колінії, які можуть нараховувати до 700 птахів. Гніздування відбувається протягом всього року, переважно з кінця січня по вересень-жовтень. В кладці одне яйце. За сезон може вилупитися два або більше виводків.

## Збереження
МСОП класифікує цей вид як такий, що перебуває під загрозою зникнення. За оцінками дослідників, популяція маріанських саланган становить від 6000 до 7000 птахів, з яких на Сайпані мешкає понад 5000 птахів, на Гуамі 1500 птахів, на Аґіґуані 300-400 птахів, а на Оаху приблизно 17 гніздових пар. Їм загрожує хижацтво з боку інвазивної змії бурої бойги.